# مارتین دونلی (راننده مسابقه)
هیو پیتر مارتین دونلی (ایرلندی: Hugh Peter Martin Donnelly؛ زادهٔ ۲۶ مارس ۱۹۶۴ در بلفاست) رانندهٔ مسابقات اتومبیل‌رانی اهل ایرلند است که از فصل ۱۹۸۹ تا ۱۹۹۰ در مجموع در پانزده گراند پری از مسابقات جهانی فرمول یک شرکت کرد، اما موفق به کسب هیچ امتیازی نشد.